# Arrondissementsrechtbank (België)
De arrondissementsrechtbank is een Belgische rechtbank die uitspraak doet over bevoegdheidsgeschillen.  

## Samenstelling
De arrondissementsrechtbank bestaat uit de voorzitters van de rechtbank van eerste aanleg, de arbeidsrechtbank, de ondernemingsrechtbank en van de vrederechters en rechters in de politierechtbank.

## Bevoegdheden
De bevoegdheid van de arrondissementsrechtbank wordt bepaald door de artikels 639 en volgende van het Gerechtelijk Wetboek.
Een zaak kan op twee manieren voor de arrondissementsrechtbank komen:
- op vordering van de eiser (voor de sluiting van de debatten);
- en wanneer de rechter ambtshalve een exceptie van onbevoegdheid inroept.

Wanneer de verweerder de onbevoegdheid oproept, maar de eiser geen verwijzing naar de arrondissementsrechtbank vordert, doet de rechter waarvoor de zaak aanhangig is zelf uitspraak over zijn bevoegdheid.
Nationaal recht